# Vernel
Vernel (рус. Верне́ль) — бренд кондиционеров для белья, продаваемых немецкой компанией Henkel.

## История
Vernel был представлен в 1968 году в виде одного из первых средств для тканей на немецком рынке. Конкурентом является Lenor, продаваемый компанией Procter & Gamble в Европе и во всём мире.
В 1970 году под брендом Vernel начали выпускаться такие продукты, как кондиционеры для сушки, концентраты, ополаскиватели и новые ароматы. В 1980 году в ассортимент бренда Vernel вошли ароматы «Kiwi Fresh», «Almond & Honey» и Supreme. 
В 2007 году под слоганом «1=4» компания Vernel представила средство Max и новые продукты. В 2012 году была представлена серия «7 дней освежения» (тур. «7 Gün Ferahlık»), а в 2014 году — «8 недель освежения» (тур. «8 Hafta Ferahlık»).